# 芝麻三殼灰介
芝麻三殼灰介（学名：Tricoquimba sesamia）为半花介科三殼灰介屬下的一个种。